# Brooklyn Rivera
Brooklyn Rivera Bryan (24 de septiembre de 1952, Lidaukra) es un político líder del grupo indígena miskitos de Nicaragua. Fue miembro de los Contras de la guerra civil en la década de 1980 contra el gobierno sandinista. Líder de la milicia indígena MISURASATA y del partido YATAMA. Después del final de la guerra civil fue profesor en la Universidad India y Caribeña de Bluefields y actualmente es diputado de la Asamblea Nacional de Nicaragua.

## Conflicto con los sandinistas
Nacido en una familia de campesinos miskitos. A los 16 años se mudó de Puerto Cabezas para estudiar en Managua. En la segunda mitad de la década de 1970, se dedicó a trabajos de demarcación en el entonces departamento de Zelaya, actuales Regiones Autónomas de la Costa Caribe Norte y Sur. Se acercó a la organización de indios nicaragüenses ALPROMISU.
Después de que los sandinistas llegaron al poder, Brooklyn Rivera fue arrestado por la Seguridad del Estado por ser "contrarrevolucionario". Pasó algún tiempo encarcelado. Después de ser liberado, se trasladó al territorio miskito y organizó la milicia MISURASATA de indios antisandinistas.

## Guerra civil
Rivera lideró la lucha armada miskita contra el gobierno, colaborando políticamente con los Contras de izquierda de la Alianza Revolucionaria Democrática (ARDE), de Edén Pastora. Durante la mayor parte de la guerra, Brooklyn Rivera compitió por el liderazgo entre los indígenas Contras con el líder de MISURA/KISAN, Steadman Fagoth, quien estaba orientado hacia la Fuerza Democrática Nicaragüense, de derecha.
En 1987, MISURASATA y KISAN se fusionaron en un solo partido de indios nicaragüenses, YATAMA. Rivera luchó por asegurar la identidad social y cultural de los indios. Manifestó su disposición de deponer las armas con el condición de que las autoridades aprobaran la autonomía de los miskitos. En febrero de 1988, cuando el gobierno del FSLN entablaba negociaciones con la oposición armada, Brooklyn Rivera, en nombre de YATAMA, firmó un acuerdo de paz con el ministro del Interior, Tomas Borge.

## Carrera política de posguerra
Tras el final de la guerra civil, Rivera se mantuvo al frente de YATAMA, participó en el gobierno regional de la RAAN. Enseñó en la 
Universidad India y Caribeña de Bluefields, campus de Puerto Cabezas. Es uno de los líderes de la Fundación Iberoamericana de Pueblos Indígenas, ubicada en La Paz, Bolivia.
En 2002, firmó un acuerdo de cooperación con el FSLN en nombre de YATAMA (lo que provocó indignación y acusaciones de traición por parte de veteranos de guerra antisandinistas encabezados por Osorno Coleman).
La alianza con el FSLN permitió que Rivera fuera electo diputado a la Asamblea Nacional. Como líder de YATAMA, Brooklyn Rivera es miembro de la bancada parlamentaria Alianza FSLN. Preside la Comisión Parlamentaria de Pueblos Originarios y Afrodescendientes, es miembro de las comisiones de autonomía, economía y presupuesto. Se ocupa de los problemas del desarrollo socioeconómico de las regiones indias, la educación y la ecología.
A pesar de la alianza con los sandinistas, las relaciones entre YATAMA y el FSLN son bastante problemáticas. En abril de 2014, bajo la presidencia de Rivera, se llevó a cabo una reunión de concejales municipales de la RACCN y la RACCS, en la que se discutieron temas para contrarrestar las políticas autoritarias del FSLN, en particular la amenaza de fraude electoral.
El conflicto se agravó a tal punto que el 21 de septiembre de 2015, la Asamblea Nacional de Nicaragua votó 62-22 votos para despojar a Brooklyn Rivera de la inmunidad parlamentaria. Diputados del FSLN lo acusaron de vender inmuebles en la costa y provocar actos de violencia. Rivera fue apoyado por el opositor Partido Liberal Independiente (PLI).

## Detención
El 29 de septiembre de 2023 fue arrestado en Bilwi, cuatro meses después de haber regresado a Nicaragua desde Honduras, debido a que se le negó el ingreso al país cuando asistía a una reunión en la Organización de las Naciones Unidas.